# The Pride and the Man
The Pride and the Man est un court-métrage muet américain, réalisé par Frank Borzage, sorti en 1916.

## Synopsis
Inconnu.

## Fiche technique
- Titre original : The Pride and the Man
- Réalisation : Frank Borzage
- Scénario : Frank Borzage
- Pays de production :  États-Unis
- Langue : anglais
- Format : Noir et blanc - 35 mm - 1,37:1 - Muet
- Genre : drame

## Distribution
- Frank Borzage